# Villavieja del Lozoya
Villavieja del Lozoya és un municipi de la comarca de la Sierra Norte de Madrid de la Comunitat de Madrid (Espanya).
Fundada en 1085 amb la repoblació del territori de Buitrago del Lozoya com a lloc de suport per a la pastura, el seu primer nou fou Zarzoso, i la primera menció escrita és de 1485. El 2020 tenia 262 habitants.